# Josiah Thomas (homme politique)
Pour les articles homonymes, voir Thomas.
Josiah Thomas, né le 28 avril 1863 à Camborne et mort le 5 février 1933 à Sydney, est un mineur, syndicaliste et homme politique australien.

## Biographie
Il travaille dans les mines de charbon de Cornouailles avant d'émigrer en Australie vers l'âge de 20 ans et d'y poursuive le même métier à Broken Hill. Syndicaliste actif, il est licencié après une grève des mineurs en 1892 ; aucun propriétaire de mine n'accepte de l'employer. 
En 1894 il est élu député travailliste du sud de Broken Hill à Assemblée législative de Nouvelle-Galles du Sud. Il y est réélu jusqu'en 1901 et y demande des mesures pour la sécurité et la santé des ouvriers. Aux premières élections fédérales en 1901, il est élu à la Chambre des représentants ; il est ministre des Postes dans les gouvernements d'Andrew Fisher de 1908 à 1909 et de 1910 à 1911, et défend le principe d'un service public des postes, puis succède en 1911 à Lee Batchelor comme ministre des Affaires extérieures et prend part à la création d'une représentation diplomatique australienne à Londres. Il perd son ministère avec la défaite du gouvernement travailliste aux élections de 1913.
En 1916, durant la Première Guerre mondiale, le Parti travailliste se divise sur la question de l'introduction de la conscription. Josiah Thomas, dont le fils soldat est mort à la guerre en France, soutient la conscription et quitte le parti pour rejoindre le nouveau Parti travailliste national du Premier ministre Billy Hughes. En 1917, Josiah Thomas quitte la Chambre des représentants et est élu au Sénat. Il perd son siège de sénateur aux élections de 1922, le retrouve en 1925 et le perd définitivement en 1928. Il se consacre dès lors à faire campagne pour la prohibition. Il meurt d'une maladie cardiaque en 1933.